# Merlín y familia
Merlín y familia, originalmente en gallego Merlín e familia, es una novela estructurada en un conjunto de narrativas fantásticas del escritor gallego Álvaro Cunqueiro, publicada en 1955. Está ambientada en una localización imaginaria, ubicada en alguna parte de la Tierra de Miranda, próxima a Mondoñedo. Allí, el mago Merlín vive con el narrador de la novela y criado suyo, Felipe; la reina Ginebra, viuda; y otros criados y cocineras, en una casa típica gallega.

## Estructura y contenido
Retoma la figura mítica del famoso mago Merlín adaptándola a su tiempo, y a un escenario gallego (tierras lucenses). 

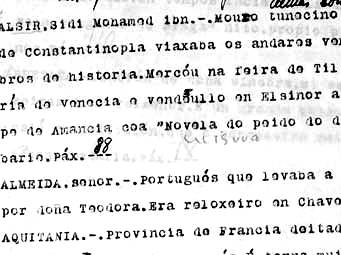
Fragmento mecanografiado del "Índice onomástico" de Merlín e Familia.

La historia se cuenta a través de un narrador personaje (Felipe de Amancia) antiguo paje del mago Merlín, que recuerda tiempo después, en su vejez, los días vividos con su señor. La imaginación mostrada y las situaciones fantásticas creadas por Álvaro Cunqueiro hacen de este libro una obra fascinante. La maestría de su estilo esconde amplios conocimientos de otras épocas y realidades, que aparecen fundidas magistralmente con su propio tiempo y entorno, un pequeño pueblo rural gallego de mediados del siglo XX. Merlín e familia es, sin duda, una obra maestra en su género. 
Los capítulos son independientes, pero siguen un mismo esquema, y cada uno narra un episodio distinto con toques de humor y párrafos desenfadados. 
El esquema de cada capítulo sería el siguiente:
- Llegada del visitante a la casa de Merlín en busca de su sabiduría.
- Exposición del caso a Merlín.
- Resolución de dicho problema mediante la fantasía y la magia.
- Ida del visitante.

## Personajes

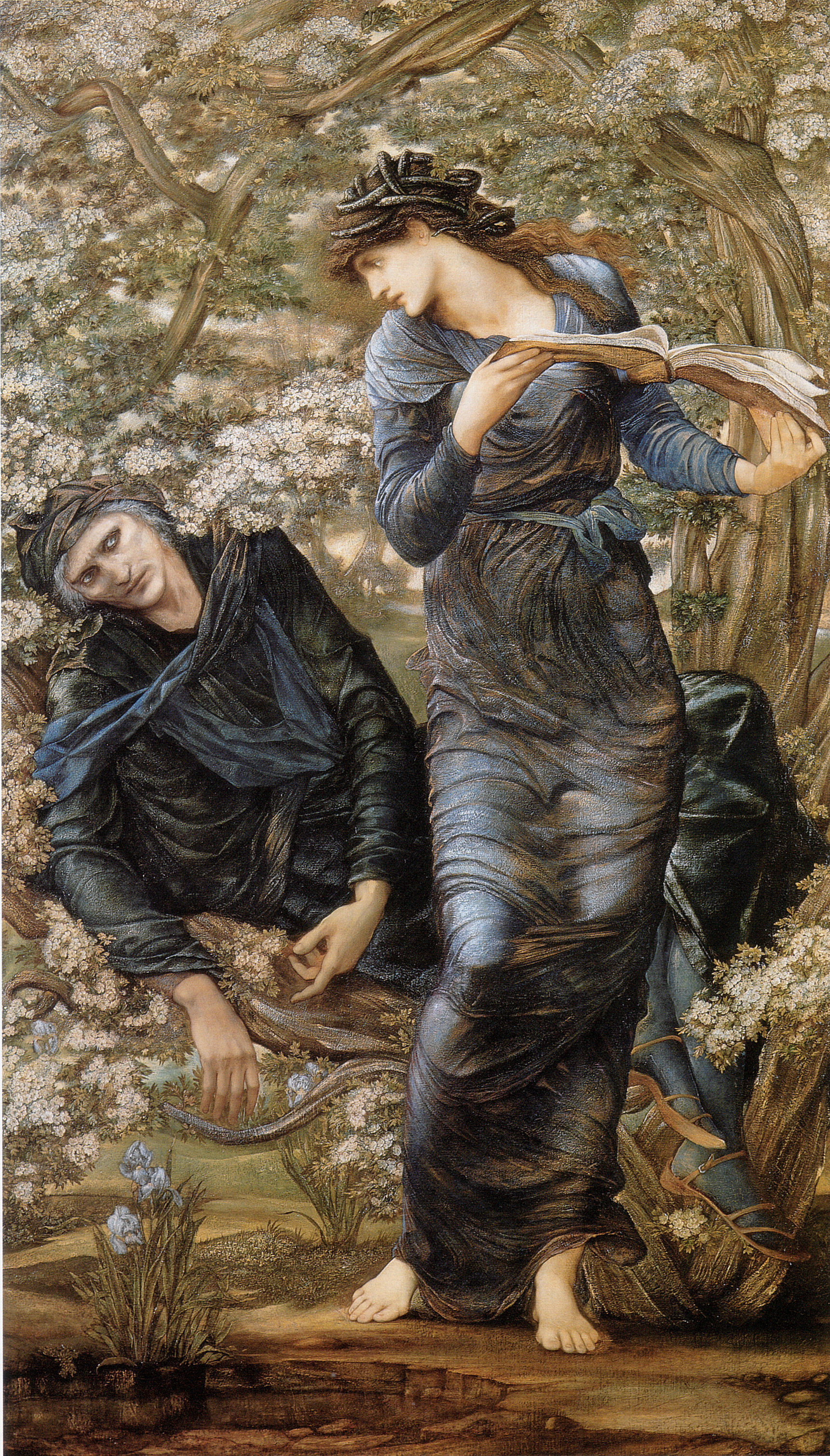
La imagen de este óleo de Edward Burne-Jones se utilizó para ilustrar la portada de una edición en gallego, de la Editorial Galaxia (colección

Los personajes son numerosos, -se incluye un índice onomástico al final de la novela-, ya que en cada episodio se presentan los  que van a ser los protagonistas de ese relato en concreto. Los que aparecen en todos (o casi todos) los capítulos son los que viven en la casa de Merlín:
- El mago Merlín. En la versión de Cunqueiro, el mago presenta varias peculiaridades frente a la tradición medieval e incluso frente a las recreaciones contemporáneas abundantes en el ámbito anglosajón. En primer lugar aparece desvinculado del mundo artúrico como en las fuentes más antiguas, pero si en estas se situaba en una época previa, Cunqueiro lo traslada al futuro: a pesar de que distintas épocas y tradiciones se cruzan en la novela, la acción se sitúa claramente después de la destrucción de la corte artúrica e incluso después de la revolución francesa, según el apéndice añadido en la versión castellana. Traslado en el tiempo y también en el espacio, pues Merlín se refugia en las tierras de Miranda de Galicia, en un bosque trasunto de la legendaria Brocelandia, la selva de Esmelle, aunque aquí el retiro al bosque no es sinónimo de aislamiento, sino bien al contrario, desde la casa de Merlín se ve toda la comarca y allí confluyen todos los caminos que llevan viajeros de diferentes épocas y latitudes en busca de remedio para sus peculiares males. Presentado por el narrador al inicio como todos los personajes de la casa, su mítico pasado se reduce a un recuerdo nebuloso que poco interesa a sus vecinos, y su condición inmortal se asimila con naturalidad a través de una frase tópica ("por el no pasaban los años"), igual que su legendario origen ("era hijo de soltera y de ajena nación"). Se describe como un hombre sociable y afable ("muy franco y abierto, contento del mundo y hablador, y sonreía muy fácil"), y de su físico conocemos pocos detalles ("era de pocas carnes, pero muy puesto en sus anchos y gentil, y muy andador"). Frente a la tradición clásica que lo presenta desde el comienzo como adivino en las Prophetiae Merlini, aquí Merlín nunca adivina el futuro, sino que, al contrario, se muestra sobre todo buen conocedor de las genealogías y en general del pasado de otros personajes. Tampoco tiene poderes ilimitados, sino que en muchas ocasiones se encuentra limitado para proporcionar a sus visitantes el remedio que reclaman, tiene que consultar sus libros para buscar otros recursos, etc. En el proceso nivelador del mundo mítico y mundo real que Cunqueiro introduce siempre en sus novelas, Merlín ve reducidos sus poderes y en su mundo la magia está presente independientemente de su intervención. Para sus visitantes, que traen paraguas mágicos, relojes transportadores, espejos adivinos, sirenas, demonios y seres minúsculos del mundo subterráneo, el mago aplica sus remedios como paragüero, relojero, reparador de azogues, tinturero, exorcista... Más sabio artesano que poderoso embaucador, se muestra siempre afable y didáctico con su joven servidor, el narrador Felipe.
- Felipe de Amancia. Protagonista de la novela, narrador de los hechos y antiguo paje de Merlín, recuerda en su vejez los hechos acontecidos junto a su señor.
- La reina Ginebra. El narrador, el criado Felipe de Amancia, nos la describe como “primera de la casa”, “de señorío” y “viuda de un gran rey”, condición que evoca inmediatamente a la reina Ginebra de la materia de Bretaña, esposa del mítico rey Arturo. La Ginebra del relato de Cunqueiro “apenas sale de casa”, ubicada en Galicia, en el espacio mítico de la selva de Esmelle. El narrador nos cuenta que Ginebra, como Merlín, el otro personaje del ciclo artúrico protagonista de la novela, “tampoco era del país”, y “prendía algo en el habla”. Algo de su aura mítica se pierde cuando el narrador describe a Ginebra como “más bien gorda” y la humaniza con un detalle prosaico: la costumbre de “rascarse las espaldas con una manecilla de boj”. A pesar de llevar el mando de la casa, se nos presenta como un personaje melancólico y fuera de lugar, con “algo de tristeza”, que se entretiene tejiendo un bordado dedicado a otros personajes de la materia de Bretaña, Tristán e Isolda. Su aislamiento y rememoración nostálgica del pasado contrasta con la integración activa de Merlín en esta nueva etapa. Sus intervenciones son casi ceremoniales, para recibir y despedir a los viajeros.

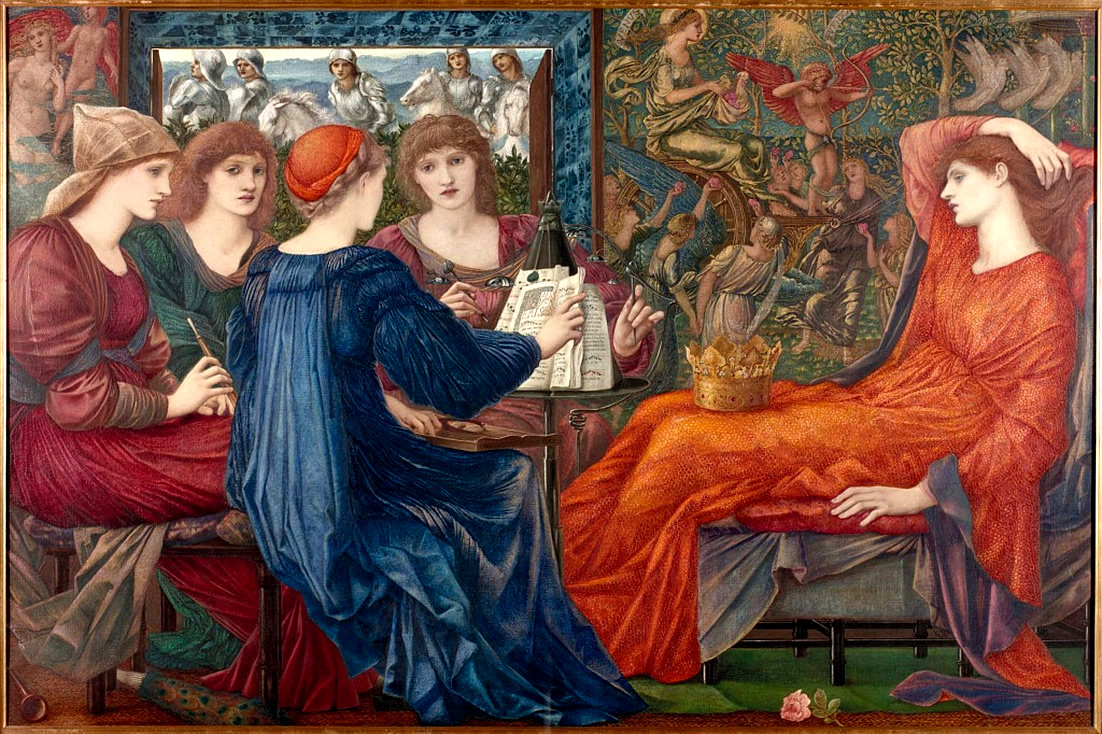
Estotra obra de Edward Burne-Jones se utilizó para ilustrar las portadas de dos ediciones, en castellano, de Destino: en las colecciones Áncora y Delfín (n.º 332) y Destinolibro (n.º 164).

- Marcelina. Cocinera y gobernanta, aparece caracterizada junto con los demás habitantes de la casa de Merlín al principio del relato. Forma parte del grupo de sirvientes de Merlín y Ginebra, personajes de la materia de Bretaña trasladados a Galicia en el relato de Cunqueiro. Marcelina se encarga de las principales labores de la casa. Es, según el narrador, el criado Felipe, enamoradiza y amante de las novedades, tiene ínfulas de alto rango (“pasaba” por parienta de Merlín) y tiene una extraña habilidad para intuir el secreto de los personajes fabulosos que acuden a Merlín en busca de remedios, pues es capaz de interpretar detalles de su vestuario, gestualidad o comportamiento.
- José del Cairo. Mozo de cuadras que también cuida los campos de su amo, Merlín. Desde la perspectiva del joven narrador, José aparece dotado de una personalidad singular: de pocas palabras, amante de los animales, con quien se entiende a la perfección, es valiente y burlón, y hábil para operaciones delicadas como hacer injertos.
- Manueliña. Ayudante en la cocina, aparece brevemente mencionada en la descripción del personal de servicio que habita en la casa de Merlín y Ginebra. Sólo sabemos algunos rasgos de su aspecto físico: “con su pelo rubio y su boca pequeña, calientes los labios como la leche cuando acaban de ordeñar”, lo que parece indicar un contacto directo con el joven narrador. Manuelina es una mujer joven, que es de nuevo  mencionada en el capítulo “El reloj de arena”, cuando el personaje Don Felices le echa las cartas al criado Felipe y le vaticina que tendrá un hijo con Manueliña. El narrador, el propio Felipe, añade que, efectivamente, acabó casado con Manueliña, y que el hijo de ambos, Ramoncito, falleció a los cinco años.
- Casilda. Moza del pueblo de la que solo sabemos dos cosas: que asume trabajos duros fuera de la casa (“cuidaba el ganado y la huerta”) y que tenía un pasado amoroso también duro, como "moza" de un ciego en tiempos en que los ciegos sufrían una situación muy precaria por no poder trabajar.